# Pangkalan Pisang
Pangkalan Pisang is een bestuurslaag in het regentschap Siak van de provincie Riau, Indonesië. Pangkalan Pisang telt 5161 inwoners (volkstelling 2010).